# 3α-Dihydroprogesterone
3α-Dihydroprogesterone (3α-DHP), hay 3α-hydroxyprogesterone,  pregn-4-en-3α-ol-20-one, là một neurosteroid nội sinh được sinh tổng hợp bởi enzyme 3α-hydroxysteroid dehydrogenase từ progesterone. 3α-DHP là một tác nhân điều hòa dị lập thể của thụ thể GABAA và có hoạt tính như allopregnanolone khi thực hiện chức năng đó. Vì vậy mà chúng có hoạt tính giảm lo âu ở động vật.
3α-DHP cũng có tác dụng ức chế sự tiết hormone kích noãn bào tố (FSH) ở tuyến yên của chuột, nên nó cũng có thể có hoạt tính chống gonadotropin. Nhưng không giống các neurosteroid ức chế khác, nó không bị ức chế bởi chất ức chế 5α-reductase như finasteride.
Từ 1977 đến nay vẫn chưa có thêm dữ liệu về hoạt tính progestogenic của 3α-DHP. Nhưng mức 5α-DHP đã được định lượng.